# Ante Marković
Ante Marković, hrvaški politik, * 25. november 1924, Konjic, Bosna in Hercegovina (takrat Kraljevina Jugoslavija), † 28. november 2011, Zagreb, Hrvaška.
Bil je zadnji predsednik vlade SFRJ.

## Življenjepis
Ante Marković se je rodil 25. novembra 1924 v Konjicu v današnji Bosni in Hercegovini. Po narodnosti se je izrekal za Hrvata. Marković je leta 1954 diplomiral iz elektrotehnike na zagrebški tehniški fakulteti. 
V letih 1982-1986 je bil predsednik izvršnega sveta Sabora SRH, nato pa je na položaju predsednika predsedstva SR Hrvaške zamenjal Emo Derosi-Bjelajac in tako postal sedmi predsednik Hrvaške. Na tem položaju je ostal do leta 1988, ko ga je zamenjal Ivo Latin.

### Premier in reforme
Zvezni premier je postal marca 1989, potem ko je njegov predhodnik Branko Mikulić odstopil. Že konec istega leta je Marković predstavil nov, ambiciozen program gospodarskih reform, stabilizacije od inflacije ponorelega dinarja in lastninjenja podjetij s prodajanjem delnic zaposlenim. Paket ukrepov je bil uspešen, saj je Markoviću uspelo za krajši čas umiriti inflacijo, s tem pa se je za krajši čas tudi dvignil splošni življenjski standard.
Uspeh v relativno kratkem času je iz Markovića naredil enega najbolj priljubljenih jugoslovanskih politikov. Postal je eden prvih prozahodno usmerjenih politikov, ki niso skrivali teženj po političnih spremembah. Kljub veliki priljubljenosti in dobrim političnim zvezam pa Marković svojega političnega vpliva ni izkoristil in se ni vmešaval v politične igre v vrhu Zveze komunistov Jugoslavije (ZKJ). Nevmešavanje je sicer ohranjalo njegovo priljubljenost, poskusi posredovanja med do takrat že dodobra sprtimi republiškimi vodstvi pa so se kmalu pokazali za brezplodne. 
Ko je se je na začetku leta 1990 ZKJ razbila, je Marković ustanovil svojo stranko, Zvezo reformnih sil (Savez reformnih snaga). Njen program je bil usmerjen predvsem v reformo jugoslovanske federacije. A stranka, razen v Bosni in Hercegovini, ni dobila širše podpore. 
Marković se je na čelu svoje stranke, ki je zagovarjala reforme SFRJ kot celote, sicer trudil z iskanjem kompromisa med tistimi, ki so se zavzemali za samostojnost posameznih republik in federalisti. Njegova prizadevanja pa so onemogočile poteze Slobodana Miloševića in srbske vlade, osamosvojitveni načrti Slovenije in Hrvaške, predvsem pa odločitev jugoslovanske ljudske armade, ki naj bi bila Markovićeva najmočnejša zaveznica, da podpre Miloševićevo politiko. V tem času sta Markovića podpirali le dve republiki, ki sta slutili, da lahko v procesu osamosvajanja veliko izgubita – Bosna in Hercegovina s svojo zapleteno etnično sestavo ter na jugu med zgodovinsko nenaklonjenimi sosedami stisnjena Makedonija, s svojo nikoli povsem harmonično razdeljenostjo med Makedonce in Albance.

### Odstop in razpad SFRJ
Združene države Amerike so leta 1991 ustavile vso finančno pomoč Jugoslaviji, dokler v vseh šestih republikah ne izpeljejo svobodnih volitev. Visoka zadolženost Jugoslavije v tujini in ukinjena tuja gospodarska pomoč sta onemogočila Markoviću dokončno izpeljavo reform, pa tudi ideja o enotni Jugoslaviji je umrla skupaj s svobodnimi volitvami in izpeljavo referendumov v Sloveniji in Hrvaški. Marković je s položaja zveznega ministrskega predsednika odstopil decembra 1991.

### Umik iz politke
Po tem je Ante Marković tako rekoč izginil iz javnega življenja. Leta 1993 so se sicer širile govorice, da ga želi zaradi njegovih izkušenj v gospodarstvu na položaj predsednika hrvaške vlade postaviti predsednik Franjo Tuđman. To se ni uresničilo, pa vendar je Nikica Valentić, ki je takrat postal hrvaški premier v obdobju svojega delovanja na tem položaju uporabil nekaj Markovićevih receptov za ustavitev inflacije.
Marković je svojo kariero nadaljeval v gospodarstvu, nekaj let pa je celo svetoval makedonski vladi. Javnost pa je spet postala pozorna nanj leta 2003, ko je prekinil 12-letni molk in se pojavil pred haaškim sodiščem kot priča v procesu proti Slobodanu Miloševiću. Takrat je že skoraj osemdesetletni Ante Marković potrdil, da sta mu oba, Slobodan Milošević in Franjo Tuđman, potrdila, da sta se marca 1991 v Karađorđevu sporazumela o delitvi Bosne in Hercegovine.